# كين دوهرتي
كين دوهرتي (بالإنجليزية: Ken Doherty)‏ (17 سبتمبر 1969) هو لاعب سنوكر محترف أيرلندي ومعلق ومقدم برامج في الراديو فاز ببطولة العالم للسنوكر عام 1997.

## روابط خارجية
- كين دوهرتي على موقع IMDb (الإنجليزية)
- كين دوهرتي على موقع CueTracker.net (الإنجليزية)
- كين دوهرتي على موقع بطولة العالم للسنوكر (الإنجليزية)
- كين دوهرتي على موقع اللجنة الأولمبية الصينية (الإنجليزية)